# Call of Duty (видео-игра)
Call of Duty је пуцачина из првог лица са тематиком Другог светског рата и прва из серијала Call of Duty. Игра је изашла у продају октобра 2003. Игру је развио Инфинити Вард, а издао ју је Активижн. Игра је 2004. добила и своју експанзију Call of Duty: United Offensive.

## Кампање
Игра се састоји из три кампање: америчке, британске и совјетске. Свака од кампања састоји се из мноштво мисија, где играчи извршавају задатке према наређењу. Играч максимално може имати две пушке или једну пушку и пиштољ а такође се може поседовати и само једно од наведених оружја. Поред тога играч има и неколико бомби. Игра започиње америчком кампањом, где се играч обучава у САД као маринац Џо Мартин. Даље мисије се извршавају у Европи, где се играч бори у градовима након инвазије савезничких јединица на Нормандију. Главни предводници су капетан Фоли и водник Моди. Током једне мисије играч управља аутомобилом како би ослободио један град који је био држан под немачком окупацијом, да би америчке трупе могле наставити напредовање. Америчка кампања се прекида када ослободите британског мајора Инграма. Кроз британску кампању, борите се као водник Џек Еванс. Британску армију предводи капетан Прајс. Она се прекида смрћу Прајса на једном немачком броду(у мисији где и ви учествујете као лажни немачки војник). У последњој руској кампањи, као десетар Алексеј Иванович Вороњин ослобађате територије Совјетског Савеза, а на крају и друге територије истока Европе. У току ове кампање, борите се по први пут са тенком, ког предводите. На крају игре постоји неколико посебних мисија које укључују све три кампање. Задња мисија припада руској кампањи где Црвена армија улази у Берлин и следи пораз Нацистичке Немачке.

## Мултиплејер
Call of Duty 1 је такође прва од серија Call of Duty-a која има могућност мултиплејера. Ова опција се добија уз Сингл плејер кампању приликом инсталације. Међутим, играч је може једино користити ако је дати рачунар прикључен на Рачунарску мрежу. Данас је мрежа поприлично раширена по целом свету, па је и ова опција игре доступна великом броју корисника. Постоје различити сервери, које држе разни администратори. Играчи су распоређени у два тима, од којих је увек један од њих немачки. Да ли ће у другом тиму бити припадници Црвене армије, британске или пак америчке војске, зависи од мапе на којој се тренутно игра (нпр. код мапа где су учествовали Американци у Сингл плејеру, други тим могу бити само припадници те војске, исто важи и за британску и совјетску армију. ) Играч на располагању има сва од понунђених оружја свог тима, која се користе у Сингл плејеру. Постоји више типова задатака које треба испунити. Један од основних, јесте да елиминишете све припаднике непријатељског тима, затим мисије где морате да уништите нерпијатељску машинерију експлозивима, а постоји и тип игре у којој играч може, а и не мора да служи свом тиму (Тим Дет Меч, Дет меч. )